# Otto I van Bentheim
Otto I van Bentheim (ca. 1140 - 1208/09) was graaf van Bentheim. Hij was een jongere zoon van graaf Dirk VI van Holland en Sophia van Rheineck. Van zijn grootmoeder van moederskant, Geertruid van Northeim, erfde hij het graafschap Bentheim.
Otto begeleidde zijn moeder naar het Heilige Land in 1173. In 1187 werd hij genoemd als burggraaf van Coevorden. Otto nam deel aan de Derde Kruistocht, samen met zijn broer Floris III van Holland. In 1196 streed hij tegen de burggraaf van Coevorden. Otto steunde zijn neef Willem I van Holland in diens geslaagde poging om de macht over Holland te verwerven, ten koste van Ada van Holland (gravin).

## Huwelijk en kinderen
Otto was gehuwd met Alveradis van Arnsberg (ca. 1160 - 1230), erfdochter van Malsen, dochter van Godfried I van Cuijk (1100-1167). Zij kregen de volgende kinderen: 
- Egbert, vermoord ca. 1210
- Boudewijn I van Bentheim, opvolger van zijn vader
- Otto, werd in 1203 bisschop van Münster
- Gertrud (ovl. 1240), kanunnikes te Freckenhorst, 1219 abdis van Metelen
- Marina, gehuwd met Ricolt van Ochten
- Agniese, gehuwd met Willem van Teylingen